# Hike and fly
L’Hike and Fly è una disciplina sportiva che unisce l’escursionismo al volo in parapendio. Gli atleti percorrono tratti a piedi per raggiungere la sommità di una montagna dalla quale lanciarsi col parapendio.
Negli ultimi anni la disciplina ha conosciuto una forte crescita di interesse, favorita anche dalla notorietà della Red Bull X-Alps, gara estrema che attraversa le Alpi e che si svolge ogni due anni dove gli atleti percorrono tratti a piedi e in volo per completare un itinerario stabilito.